# Митрополия (Битоля)
Митрополитската резиденция, известна и като Битолска митрополия (на македонска литературна норма: Митрополитска резиденција - Битола, Битолска митрополија), е административна сграда в град Битоля, Северна Македония седалище на Преспанско-Пелагонийската епрахия и на нейния митрополит. Намира се на улица „Владко Миленкоски“ (бивша „Джуро Джакович“) № 55. Сградата е част от културното наследство на Северна Македония.
Построена е от българския екзархийски владика Григорий Пелагонийски в 1901 година. Представлява архитектурно внушителна сграда. Има 4 нива: сутерен, 2 етажа и мансарда с параклис, посветен на Свети великомъченик Георги Победоносец и две помещения, които имат музейна цел. Мебелите са изработени от видния български дърворезбар Нестор Алексиев и неговата тайфа. Митрополията има библиотека „Свети Йоан Богослов“ с фонд от 20 000 книги и списания. Митрополитският параклис притежава и части от светите мощи на Свети Климент Охридски, Свети Агатангел Битолски, Света Феврония.